# Egy füst alatt – Beindulva
Az Egy füst alatt – Beindulva (Blue in the Face) Wayne Wang és Paul Auster 1995-ben bemutatott film-drámája. A film a Miramax megbízásából készült, a magyar szinkront a MOKÉP készítette 1996-ban.

## Szereplők
| Szereplő         | Színész            | Magyar hang     |
| ---------------- | ------------------ | --------------- |
| Auggie Wrenn     | Harvey Keitel      | Ujréti László   |
| Vinnie           | Victor Argo        | Tolnai Miklós   |
| Pete Maloney     | Michael J. Fox     | Lippai László   |
| Tommy Finelli    | Giancarlo Esposito | Végh Péter      |
| Önmaga           | Lou Reed           | Csankó Zoltán   |
| Jackie Robinson  | Keith David        | Gesztesi Károly |
| Dennis           | Stephen Gevedon    | Crespo Rodrigo  |
| Postáskisasszony | Madonna            | Orosz Helga     |
| Bob              | Jim Jarmusch       | Szakácsi Sándor |
| Dot              | Roseanne           | Kocsis Mariann  |
| Violet           | Mel Gorham         | Pap Vera        |
| Jumpy            | Lily Tomlin        | Fodor Zsóka     |
| Táskáslány       | Mira Sorvino       | Tóth Auguszta   |
| Rapper           | Malik Yoba         | Selmeczi Roland |